# 終りなき夜に生れつく
『終りなき夜に生れつく』（おわりなきよるにうまれつく、原題：Endless Night）は、アガサ・クリスティが1967年に発表した長編推理小説。このタイトルは、ウィリアム・ブレイクの詩『無垢の予兆』の一節“Some are born to sweet delight,Some are born to Endless night.”から採られている。献辞は、アガサの孫マシュー・プリチャードの父方の祖母であるノラ・プリチャードに捧げられている。
しがない運転手の青年が富豪の娘と恋に落ちて結婚するが、やがて彼女は変死してしまう。

## あらすじ
話はマイケル（マイク）・ロジャースの一人称で語られる。彼は建築家ルドルフ・サントニックスと出会い、いつか彼に家を建ててもらいたいと考えるが、しがない運転手の身なので、そのような余裕はない。ある日マイクはキングストン・ビショップ村にある〈ジプシーが丘〉近くを歩いていてその眺望に惚れ込むが、そこは呪われた伝説を持つ地として人々から恐れられてもいた。そこで彼は若い米国人女性エリーと出会う。二人はすっかり意気投合して恋をする。エリーはコンパニオンのグレタ・アンダーセンを紹介するが、彼女と親友のような関係でとても有能だと聞いて、マイクは会う前からグレタに嫉妬し始める。
やがてマイクは〈ジプシーが丘〉の土地が何者かに買われてしまったことを知って落胆するが、エリーから実は彼女が大富豪の娘であり、あの土地を購入したのも彼女であることを明かされる。彼女は彼と結婚し、そこに美しい家を建てるという彼の夢を叶えたいと言い、二人は結婚してサントニックスに邸宅を設計してもらう。
二人は地元の住民たちと知り合い、乗馬が好きなクローディア・ハードキャッスルはエリーと親しくなる。馬アレルギーで症状を和らげる薬を常用しているエリーは、同じ症状を持つクローディアに薬を勧める。別の住民でジプシーの老女リーは、マイクとエリーに呪いの警告してこの地から出て行くように求める。足首を怪我したエリーは、一度は解雇したグレタを家に呼び寄せるが、マイクはグレタと激しい口論になる。
ある日、マイクはオークションに、エリーは乗馬に出かけるが、やがて彼女が森で死んでいるのが発見される。彼女に外傷は見つからなかったが、地元警察は馬から投げ落とされたショック死と断定し、リーがわざと馬を怖がらせ、心臓病を患っていたエリーが死んでしまったのではないかと推理するが、リー夫人は姿をくらましてしまう。しばらくしてリー夫人が採石場で遺体で発見され、ハードキャッスルも馬に乗って外出中に死亡する。
マイクは米国でのエリーの葬儀から帰国し、グレタの元に戻る。二人は数年前にハンブルグで出会って恋に落ちていたのだった。その後大富豪の娘エリーの金を手に入れようと思いついた二人は計画し、まずグレタがエリーのコンパニオンになり、エリーとマイクが出会うように仕組んだ。彼らはリー夫人に金を払って呪いの話でエリーを怖がらせ、エリーが服用していたアレルギー薬のカプセルに青酸カリを入れて殺した。口封じのためリー夫人も採石場に突き落として殺した。ハードキャッスルは、エリーの毒入りの錠剤を知らずに飲んでしまって死亡したのだった。
悪事をやり遂げたかに思えた二人だったが、ハンブルクでマイクとグレタが一緒に撮った写真が掲載された古い新聞の切り抜きをエリーの後見人がマイクに送ってきて愕然とし、マイクは情緒不安定になる。グレタは彼を安心させようとするが、かえって怒ったマイクは彼女の首を絞めて殺してしまう。そこに警察が現れてマイクは逮捕される。本書は逮捕後にマイクが警察から促されて書いたものであると明かされる。

## 登場人物
マイケル（マイク）・ロジャース
主人公であり、この物語の語り手。エリーと恋に落ち、結婚する。サントニックスに、〈ジプシーが丘〉での新居の建築を依頼する。
ルドルフ・サントニックス
建築家。マイクの友人。傲慢なまでの芸術家気質だが、腕は確か。不治の病を患っており、余命いくばくもない。
フェニラ（エリー）・グットマン
大富豪の娘。アメリカ人。マイクと恋に落ち、結婚する。
グレタ・アンダーセン
エリーの世話係。万事にそつのない美女。エリーからは絶大な信頼を得ているが、それ以外の人間からは疎まれがち。
フランク・バートン
エリーの叔父。
コーラ・ファン・スタイブサン
エリーの継母。男遍歴のだらしない中年女性。
アンドリュー・リピンコット
エリーの後見人。財産管理人。マイクとエリーの結婚に思うところはあるようだが、さしあたりは賛成派。
ルーベン・パードー
エリーの従兄。年齢差もあって、エリーからは“叔父”と呼ばれている。
スタンフォード・ロイド
エリーの財産管理人。銀行家。
クローディア・ハードカスル
キングストン・ビショップ村に住む女性。エリーの乗馬友達になる。
エスター・リー
キングストン・ビショップ村に住む、ジプシーの老女。マイクとエリーに〈ジプシーが丘〉の呪いを吹き込んだ張本人。
フィルポット
キングストン・ビショップ村の村長であり、治安官。
ショウ
キングストン・ビショップ村の医師。
キーン
キングストン・ビショップ村の巡査部長。

## 書誌情報
| 題名                 | 出版社   | 文庫名等           | 訳者     | 巻末     | カバー デザイン | 初版年月日    | 頁数 | ISBN              | 備考 |
| -------------------- | -------- | ------------------ | -------- | -------- | --------------- | ------------- | ---- | ----------------- | ---- |
| 終りなき夜に生れつく | 早川書房 | クリスティー文庫95 | 乾信一郎 | 真瀬もと | Hayakawa Design | 2004年8月31日 | 409  | 978-4-15-130095-0 |      |

## 作品の評価

### 批評家によるレビュー
1967年11月16日のタイムズ文芸付録誌は、「金持ちの娘と結婚する労働者階級の青年の話を書いたアガサ・クリスティは実に大胆だが、ジプシーの警告を取り入れたゴシック小説風で、メロドラマ的な最後のひねりとともにすべてを成功させた」と評している。
ガーディアン紙1967年11月10日号はフランシス・アイルズの称賛に満ちた批評を掲載した。「犯罪小説の大御所は本書で自身の無尽蔵のバッグからまた新たなものを取り出して見せた。ネタバレにならないように語るのは難しいが、本書がロマンスかと思う読者にはそれは大きな間違いだと警告したい。ラストのどんでん返しは、おぞましいとまでは言わないが墜落するようなサスペンスであり、この意外な作家がこれまで世に送り出した中で最も破滅的なものである。」
1967年11月5日付のオブザーバー紙のモーリス・リチャードソンは、「彼女はまた作風を変え、断固とした、サスペンスフルな試みをしている。」と述べるに始まり、「誰が誰を殺したかは明かさないが、サスペンスはずっと続くし、クリスティの新しい、やや固くて合理的なスタイルは本当にうまくいっている。彼女は次は黒のレザーパンツを履くだろう（もしまだ履いてなければ）」と締めくくった。 詩人であり小説家でもあるスティービー・スミスは、1967年12月10日付の同紙で、この小説を彼女の「今年の一冊」に選び、「今年は（毎年だが）アガサ・クリスティを主に読んだ。人が体重を増やすために彼女が何をしてくれるのだろう？とか、そういうことをもっと書きたいわ」と述べた。
ロバート・バーナードは、「後期クリスティーの最高傑作で、プロットは『アクロイド殺し』と『ナイルに死す』で使われたパターンを組み合わせたものだ（『ナイル』と本作では相続人／ヒロインのアメリカ人弁護士の扱いが似ており、彼女が再読していたことを示唆している）。殺人が起こるのが非常に遅いため、中心部は散漫で「お涙頂戴」的ですらある（哀れな金持ちの娘、ジプシーの呪いなど）。しかし、結末によってすべてが正当化される。見事な遅咲きの作品である。」と評した。

## 翻案作品

### 小説
『The Case of the Caretaker』
1979年10月に出版されたアガサ・クリスティの短編集『Miss Marple's Final Cases and Two Other Stories』に収録されている短編。登場人物の名前は違うが、全体的なプロットは本作と同様である。

### 映画
『エンドレスナイト』 イギリス 1972年
シドニー・ギリアット監督、ヘイリー・ミルズ、ブリット・エクランド、ペール・オスカーソン、ハイウェル・ベネット、ジョージ・サンダース出演。この映画は賛否両論の評価を受け、イギリスでの不成功の後、アメリカでは劇場公開されなかった。
クリスティは当初、ギリアットの参加とキャスティングに満足していた。しかし、出来上がった作品には失望し、「物足りない」と言った。彼女はまた、この映画の最後にエクランドの短いヌードシーンがあることにも難色を示した。

### テレビドラマ
アガサ・クリスティー ミス・マープル『終りなき夜に生れつく』
シーズン6 エピソード3（通算第23話）  イギリス2013年放送
内容は原作にほぼ沿っているが、原作には登場しないミス・マープルが謎解きをすることや、マイクが少年時代に殺害した友人を建築家の弟に設定していることなどが異なっている。
- ミス・マープル: ジュリア・マッケンジー
- マイク・ロジャース: トム・ヒューズ
- エリー: ジョアンナ・ヴァンダーハム
- ロビー・ヘイマン: アナイリン・バーナード
- グレタ・アンダーソン: ビアギッテ・ヨート・スレンセン